# Rodrigo de Alloza y Menacho
Rodrigo de Alloza (o Allosa) y Menacho (Lima, 1588-ca. 1653), jurista criollo de origen aragonés, que ocupó altos cargos académicos en el Virreinato del Perú. Rector de la Universidad de San Marcos.

## Biografía
Sus padres fueron el zaragozano Miguel Benito de Alloza y Oliván, familiar del Santo Oficio de Lima, y la limeña Leonor Menacho de Morales. Hermano de Jaime (también rector sanmarquino) y de Juan de Alloza y Menacho, venerable jesuita. Inició estudios de latinidad en el Real Colegio de San Martín (1606) y luego pasó a la Universidad de San Marcos, donde obtuvo los grados de Doctor en Leyes y Cánones. 
Recibido como abogado ante la Real Audiencia de Lima, se desempeñó como defensor de los presos del Santo Oficio. En la Universidad, fue catedrático sustituto de Prima de Leyes, Vísperas e Instituta, en reemplazo de los titulares Diego Mexía de Zúñiga, Juan del Campo Godoy y Sebastián de Sandoval. A su vez, le tocó ejercer el rectorado en 1651.
| Predecesor: Pablo de Paredes | Rector de la Universidad de San Marcos 1651-1653 | Sucesor: Vasco de Contreras y Valverde |